# باي تشونغ غوانغ
باي تشونغ غوانغ (مواليد 15 أغسطس 1970) هو ملاكم صيني، مثّل بلاده في الألعاب الأولمبية الصيفية 1992.

## روابط خارجية
باي تشونغ غوانغ على موقع أوليمبيديا (الإنجليزية)